# Les Déesses (bande dessinée)
Pour les articles homonymes, voir Les Déesses.
Les Déesses est une série de bande dessinée dessinée par Jacques Denoël et Michel Pierret.

## Synopsis
Deux archéologues, un vieux briscard - le professeur Devence - et une jeune confrère - le professeur Mackenzie -, en pleine période pré nazie allemande, vont réaliser une enquête archéologique pour découvrir ce qui est advenu des centaines d'années plus tôt à un jeune couple originaire de la Grèce antique, Pylos et Asinée, donnés en tribut au terrible Minotaure de Cnossos.

## Originalités
Comme dans la série du même auteur, Hidalgos, on retrouve deux intrigues parallèles et liées, espacées dans le temps. Le grand souci du détail historique est toujours aussi présent.
La série est plus crue et légèrement érotique.

## Tomes
- - Tome 1 La grande île (Scénario Michel Pierret Dessins Jacques Denoël); 2005, Éditions Glénat
  - Tome 2 Asiné (Scénario Michel Pierret Dessins Jacques Denoël); 2007, Éditions Glénat